# Gerrhopilus ater
Gerrhopilus ater är en ormart som beskrevs av Schlegel 1839. Gerrhopilus ater ingår i släktet Gerrhopilus och familjen Gerrhopilidae. Inga underarter finns listade i Catalogue of Life.
Arten förekommer på flera indonesiska öar från Java och Sulawesi österut samt på västra Nya Guinea. Honor lägger ägg.